# Sydkoreas flag
Det sydkoreanske flag er hvidt med et Yin og yang-symbol i rødt og blåt i midten. Rundt om symbolet er fire trigrammer fra det gamle værk I Ching, et i hvert hjørne.
Flaget blev udformet i 1882 under kong Gojong af Bak Yeong-hyo, den koreanske ambassadør i Japan. Kongen udråbte det til det officielle flag for landet den 6. marts 1883.
- Wikimedia Commons har flere filer relateret til Sydkoreas flag

| Flag | Spire Denne artikel om flag eller vexillologi er en spire som bør udbygges. Du er velkommen til at hjælpe Wikipedia ved at udvide den. |